# Павлова Неллі Миколаївна
Павлова Неллі Миколаївна (нар. 5 січня 1952, с. Нішан, УзРСР) — український живописець, графік. Член НСХУ (з 2003).

## Біографія
Народилася в Узбекистані. Дитинство провела в Латвії.
У 1974 році закінчила Рязанське художнє училище., отримавши спеціальність художника-модельєра.
Оселилася в місті Хмельницькому, де з того часу і проживає.
З 1994 року веде активну виставкову діяльність: мала персональні виставки в Хмельницькому, Городку, Кам'янці-Подільському, Києві, Одесі, місті Цехануві (Польща).
Серія її графічних робіт «Історія у камені» — вважається візитною карткою Хмельниччини. Серед основних творів також «Думка» (1999), «Журба» (1999), «Чаша злагоди» (1999), «Куманці» (2001), «Пташка співоча» (2017) та інші.
З 14 жовтня по 15 грудня 2023 р. персональна виставка художниці під назвою "Мінливий простір" тривала у Городоцькому краєзнавчому музеї.
Нині твори художниці зберігаються у музеях та галереях України, а також у приватних колекціях Європи та США.